# 新赫羅納
新赫羅納（西班牙語：Nueva Gerona）是古巴的一个城市，为青年島特區的首府，建城於1830年，以西班牙加泰罗尼亚的赫罗纳命名，海拔高度22米，是該島的港口，市內有機場設施，居民主要信奉天主教，2003年人口估計約37,000。

## 友好城市
- 赫罗纳

## 外部連結
- City webpage （页面存档备份，存于）